# هیپرستن
سیلیکات (به انگلیسی: Hypersthene) با فرمول شیمیایی (FeMg)2 [Si2O6] از مجموعه کانی هاست و خاکستری-سفید به‌طور بخشی در HCl حل می‌شود. MgO:۴۰٫۱۶٪  SiO۲:۵۹٫۸۴٪  برای اولین بار در ۵ کشف شد و از نظر شکل بلور: ماگمایی - دگرگونی (شیت‌های متبلور)، رنگ: قرصی شکل - تیغه‌های کوچک، شفافیت: نامنظم، شکستگی: شیشه‌ای - صدفی - فلزی، جلا: کامل، رخ: سیلیکات، سیستم تبلور: هیپرستن و در رده‌بندی ارترومبیک است همچنین خاصیت مغناطیسی غیر شفاف و منشأ تشکیل آن ندارد است.
کاربرد آن: سوئیس، از نظر ژیزمان بلوری ناقص - آگرگات دانه‌ای - درخشان - توده‌های شعاعی - کروی فراوان است و بیشتر در آلمان غربی، مجارستان، رومانی، کانادا، ایران، آمریکا، استرالیا، ژاپن و گروئنلند یافت می‌شود.

## منبع
- پردیس کشاورزی ایران